# Phân chim
Phân chim (tức guano trong tiếng Tây Ban Nha, xuất phát từ từ wanu trong tiếng Quechua) là tên gọi chung cho các chất thải (phân và nước tiểu) của chim biển, dơi và hải cẩu hải cảng (một loại hải cẩu thuộc họ Hải cẩu thật sự). Đây được xem là một loại phân bón hữu cơ tốt nhờ hàm lượng phosphor và nitơ cao nhưng lại ít mùi hôi nếu so với các loại phân hữu cơ khác (ví dụ phân ngựa). Trong quá khứ, con người còn lấy nitrat từ phân chim để làm thuốc súng.

## Thành phần
Phân chim có thành phần gồm amôni oxalát (C2H8N2O4) và urat, acid phosphoric và một số loại muối và tạp chất khác; nitrat cũng chiếm hàm lượng cao trong phân chim. Theo phân tích hóa học, phân chim có 11-16% là nitơ (chủ yếu là acid uric), 8-12% là acid phosphoric và 2-3% là kali carbonat. Phân chim từ chim biển có hàm lượng chất dinh dưỡng cho cây cao hơn phân của dơi và hải cẩu.

## Khai thác

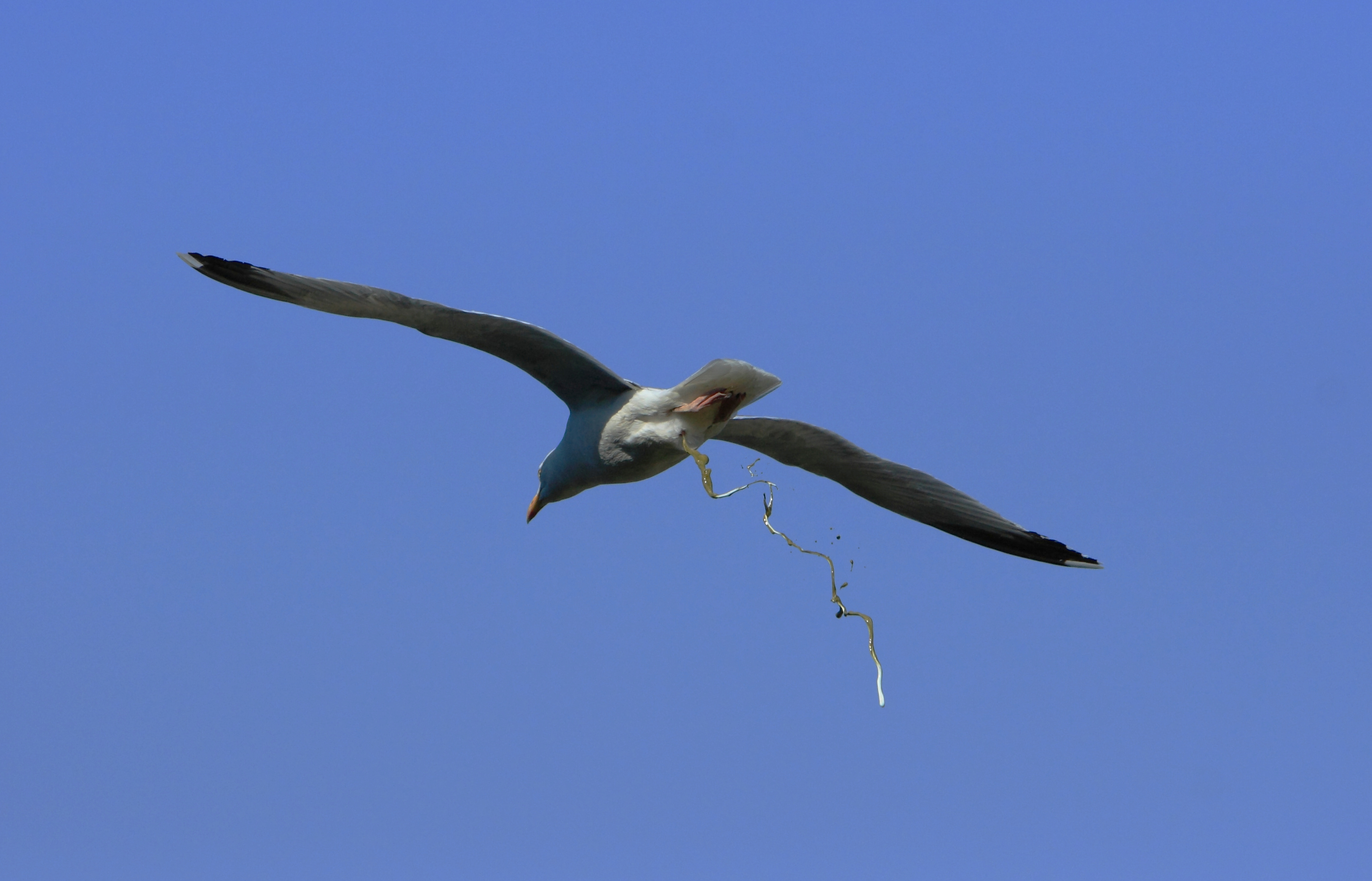
Một con mòng biển thuộc loài Larus argentatus đang thải phân gần thị trấn Île-de-Bréhat của Pháp.

Loại phân chim tốt nhất được tìm thấy ở những vùng có khí hậu thật khô bởi vì nước mưa sẽ làm mất dần nitrat trong phân. Người ta khai thác phân chim tại nhiều đảo thuộc Thái Bình Dương và các đại dương khác. Những hòn đảo này là nơi cư ngụ của rất nhiều đàn chim biển trong hàng thế kỉ, do vậy lớp phân chim ở đây dày tới nhiều mét. Peru là quốc gia nổi tiếng về phân chim trong thế kỉ 19.
Việc khai thác phân dơi trong các hang động làm suy giảm đa dạng sinh học tại đây. Lý do là vì nhiều loài sinh vật không xương sống (thích nghi với môi trường hang động) xem phân dơi là nguồn dinh dưỡng duy nhất của chúng. Không chỉ có vậy, việc khai thác còn làm xáo động những lớp địa tầng (chứa các bằng chứng hữu ích cho môn cổ khí hậu học) đã được tạo lập từ hàng ngàn năm qua, tước mất cơ hội nghiên cứu của giới khoa học.
Tuy vậy, dơi vẫn là loài chịu ảnh hưởng tiêu cực nhất từ hoạt động khai thác phân của con người do sinh vật này rất dễ bị tổn thương khi có ai đó quấy rầy nơi trú ẩn của chúng. Có vài loài (ví dụ Phyllonycteris aphylla) có lượng mỡ dự trữ trong cơ thể thấp và sẽ chết đói nếu bị con người phá rối hay làm cho sợ hãi trong thời gian dơi nghỉ ngơi. Nhiều loài còn đẻ rơi con non trong trạng thái sợ hãi và tất nhiên con non sẽ chết, dẫn đến sự sụt giảm nhanh chóng về số lượng cá thể. Nghiên cứu ở Jamaica cho thấy, việc khai thác phân dơi là mối đe dọa lớn nhất đối với các hang dơi trên đảo; hoạt động này có mối liên quan trực tiếp với sự suy giảm số lượng loài dơi, động vật không xương sống và các loài nấm.

## Ứng dụng
Phân chim có nhiều ứng dụng trong nông nghiệp và làm vườn, ví dụ dùng để bón đất, chăm sóc cỏ, làm thuốc diệt nấm, làm thuốc diệt giun tròn và làm chất xúc tác trong việc ủ phân hữu cơ.